# Quake II
Quake II är ett datorspel i förstapersonsskjutargenren utvecklat av id Software och utgivet av Activision 9 december 1997. Spelet är en fristående uppföljare till Quake och är mer inriktad på en rikare ensamspelarupplevelse än föregångaren.
Quake-motorn har genomgått en rad förändringar; bland annat erbjuds nu färgat ljus, större banor, stöd för mer högupplösta texturer. Spelet var också ett av de första med stöd för 3D-grafikkort.
Spelmotorn är släppt som fri programvara licensierad under GPL.

## Gameplay
Spelet är ett förstapersonsskjutarspel (FPS) där bildskärmen motsvarar spelfigurens synfält. Spelet är likt det som presenteras i dess föregångare Quake, i termer av rörelse och kontroll. Spelet behåller fyra av Quakes vapen (Shotgun, Super Shotgun, Grenade Launcher och Rocket Launcher), men samtliga är lite omgjorda till utseende. De nya vapnen i spelet är blaster, Machine Gun, Chain Gun, Hyperblaster, Railgun och BFG10K.

## Handling
Quake II utspelar sig i en science fiction-miljö. Stämningen i spelet är mer futuristisk än den i Quake, vilket reflekteras i banorna, fienderna och vapnen. I singleplayer-läge kämpar spelaren, vid namn Bitterman, mot en utomjordisk ras kallad "Strogg", som har attackerat Jorden vid flera tillfällen. De flesta av de övriga soldaterna fångas eller dödas nästan så snart de kommer in i planetens atmosfär, vilket framgår i spelets intro. Nu har mänsklighetens ledare bestämt sig för att invadera Stroggs hemplanet för att krossa hotet en gång för alla.

## Multiplayer
Multiplayer-läget i spelet bygger mycket på sin föregångare Quake. Det kan spelas som Deathmatch, eller som en 1 vs 1 match som användes i officiella turneringar, som Cyberathlete Professional League. Spelet kan även spelas i Capture the flag-läge (CTF). Som i Quake är det möjligt att ändra så motspelarens spelare inte är identisk. I Quake kunde man bara ändra färg på spelarens uniform, men i uppföljaren tillkom ett urval av tre olika spelarmodeller: en manlig marin, en kvinnlig marin och en manlig Cyborg. De olika modellerna utmärker sig förutom utseendemässigt, även genom tal och ljudeffekter, exempelvis genom fysisk ansträngning och vid skada.